# سوكوشينبوتسو

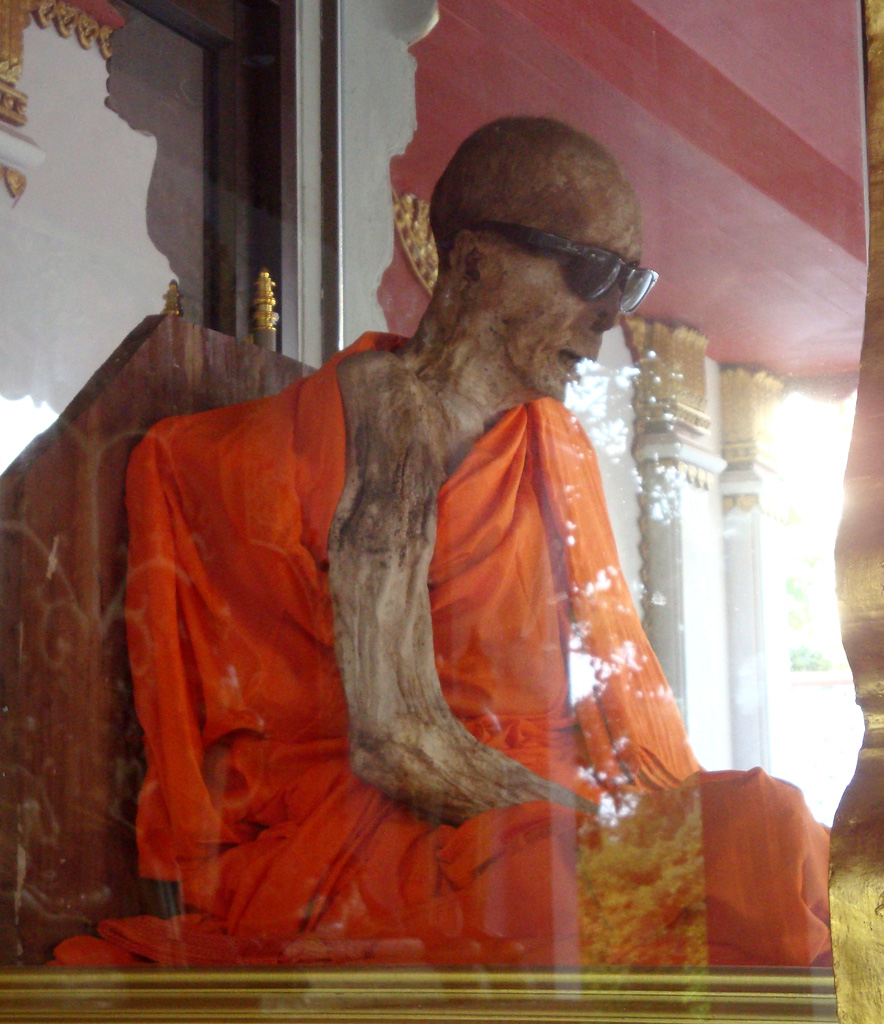
جثمان الراهب البوذي التايلاندي لوانج فو داينج في وات خونارام ، كو ساموي ، تايلاند

هناك اقتراح شائع بأن مؤسس مدرسة شينغون كوكاي جلب هذه الممارسة من الصين التانغية كجزء من ممارسات التانترا السرية التي تعلمها. خلال القرن العشرين، لم يجد العلماء اليابانيون سوى القليل جدًا من الأدلة العلمية على تجويع sokushinbutsu الذاتي.
بل استنتجوا أن التحنيط تم بعد وفاة الراهب الذي يمارس هذا النوع من الطقوس كما هو الحال في أراضي جنوب آسيا. .